# Катона (Салерно)
Катона је насеље у Италији у округу Салерно, региону Кампанија.
Према процени из 2011. у насељу је живело 206 становника. Насеље се налази на надморској висини од 573 м.